# إرفينغ غوردون
إرفينغ غوردون (بالإنجليزية: Irving Gordon)‏ هو ملحن وكاتب أغاني أمريكي، ولد في 14 فبراير 1915 في بروكلين في الولايات المتحدة، وتوفي في 1 ديسمبر 1996 في لوس أنجلوس في الولايات المتحدة.

## وصلات خارجية
- إرفينغ غوردون على موقع IMDb (الإنجليزية)
- إرفينغ غوردون على موقع ميوزك برينز (الإنجليزية)
- إرفينغ غوردون على موقع قاعدة بيانات برودواي على الإنترنت (الإنجليزية)
- إرفينغ غوردون على موقع أول ميوزيك (الإنجليزية)
- إرفينغ غوردون على موقع ديسكوغز (الإنجليزية)